# Przymiarki (Rudzienko)
Przymiarki – nieoficjalny przysiółek wsi Rudzienko w Polsce położony w województwie lubelskim, w powiecie lubartowskim, w gminie Michów.
Przysiółek należy do sołectwa Rudzienko Drugie.
Miejscowość nie figuruje w systemie TERYT; zapisano jej nazwę w zestawie miejscowości PRNG na podstawie mapy topograficznej jako  niestandaryzowany przysiółek wsi Rudzienko.
W latach 1975–1998 miejscowość administracyjnie należała do województwa lubelskiego.